# Böczögő Dorina
Böczögő Dorina (Orosháza, 1992. február 15. –) Európa-bajnoki bronzérmes magyar tornász. A TC Békéscsaba versenyzője.

## Sportpályafutása

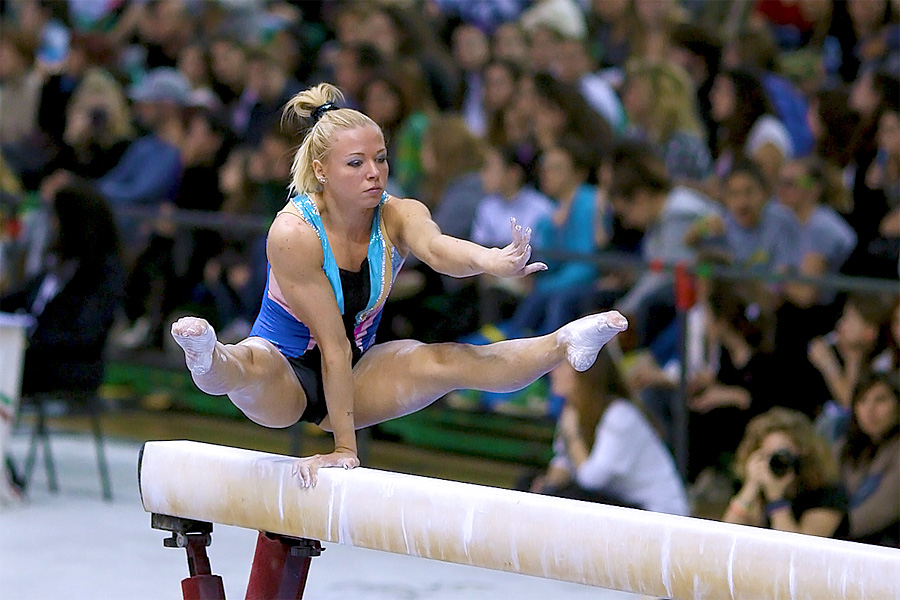

2006-ban a junior Eb-n csapatban és egyéni összetettben 12., felemás korláton nyolcadik lett. A mesterfokú magyar bajnokságon minden versenyszámban aranyérmes lett. 2007-ben a világbajnokságon egyéni összetettben 51. volt, ami olimpiai kvótát ért. 2008-ban az Európa-bajnokságon csapatban 13. lett, a szerenkénti döntőkbe nem jutott be. Az olimpián ugrásban 12., összetettben 52. volt. Októberben a glasgow-i vk-versenyen ugrásban győzött.
2009-ben a világbajnokságon nem jutott a döntőkbe. 2010-ben az Európa-bajnokságon csapatban 12. volt. A vb-n sérülése miatt nem indult. A következő évben az Európa-bajnokságon egyéni összetettben bejutott a döntőbe és 17. lett. A világbajnokságon csapatban 20. volt. 2012 januárjában a tornászok londoni tesztversenyén olimpiai kvótát szerzett. Az Európa-bajnokságon csapatban 14., ugrásban nyolcadik, egyéni összetettben 17. volt. Az olimpián egyéni összetettben 49., ugrásban 17. volt, így nem került be a döntőkbe.
2013-ban az Európa-bajnokságon egyéni összetettben a 22. helyen végzett.
A kazanyi universiade selejtezőben elért eredményével a 10. helyen került be az összetett döntőbe, ugyanakkor gerendán is a 10. helyen végzett. Az összetett döntőjében sikerült előbbre lépnie és a 9. helyen (52,950 ponttal) zárt.
A 2014-es világbajnokságon csapatban 20., egyéni összetettben 58., ugrásban 120.,  felemáskorláton 69.,  gerendán 160., talajon 39. volt.
2015-ben a világbajnokságon egyéni összetettben 63., csapatban 18. volt.
A 2016-os Eb-n nyolcadik volt csapatban (Böczögő, Kovács Zsófia, Makra Noémi, Divéky Luca, Csányi Julianna). 2016-ban megnyerte a Challenge világkupa sorozatot. 2017-ben sérülés miatt kimaradt az Európa-bajnoki csapatból. 2018-ban nyolcadik volt csapatban az Európa-bajnokságon. 2020 augusztusában vállműtéten esett át. A 2020-as Európa-bajnokságon csapatban (Bácskay Csenge, Böczögő, Kovács Zsófia, Makovits Mirtill, Székely Zója) bronzérmes volt.

## Díjai, elismerései
- Az év magyar tornásza (2007, 2008, 2009, 2011, 2012)